# Gewaltenteilung

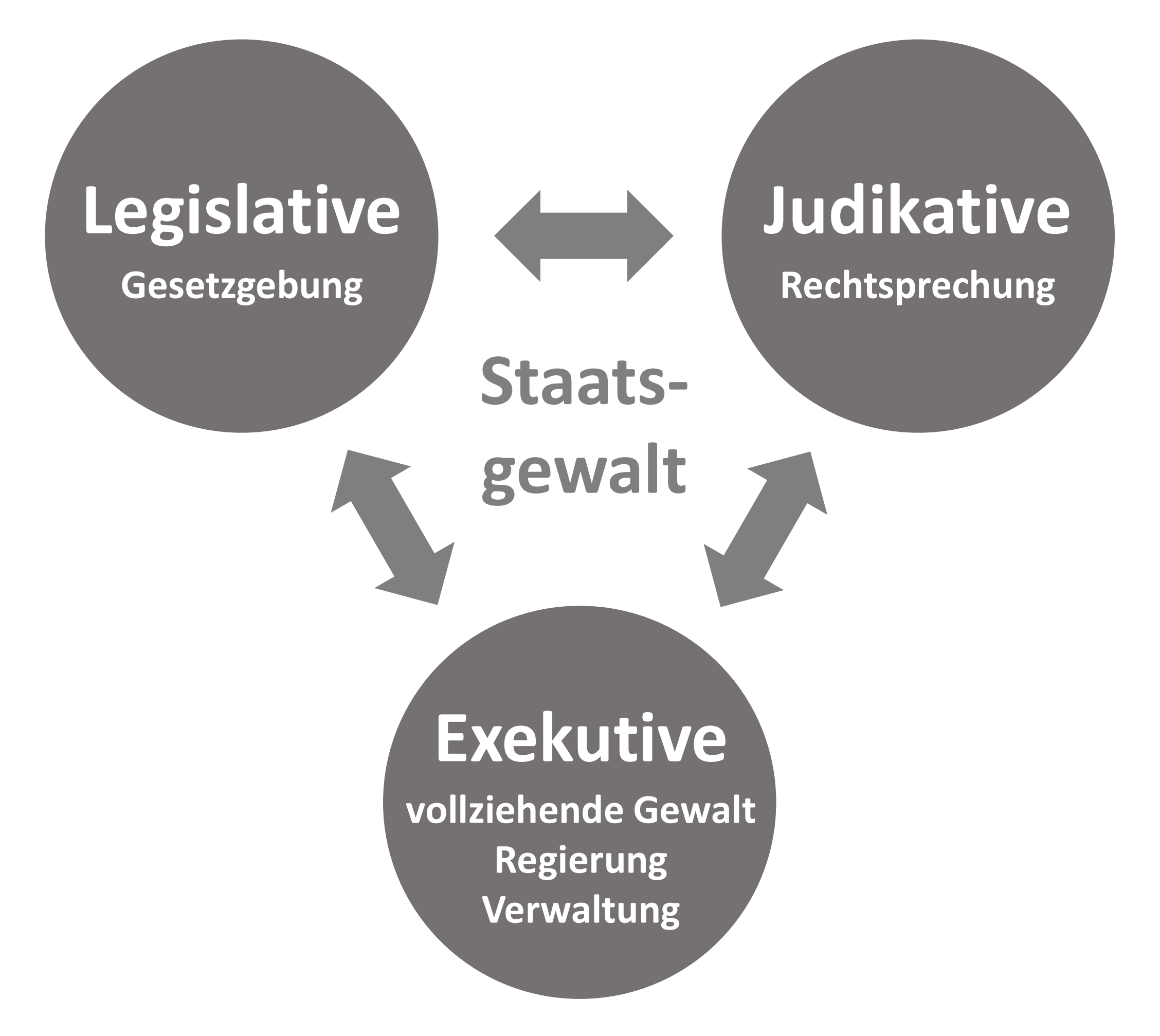
Gewaltenteilung zur Machtbegrenzung, durch Verteilung der Staatsgewalt auf getrennte Hoheitsbereiche.

Die Gewaltenteilung, in Österreich auch Gewaltentrennung, ist ein tragendes Organisations- und Funktionsprinzip der Verfassung eines Rechtsstaats. Sie bedeutet, dass ein und dieselbe Institution grundsätzlich nicht verschiedene Gewaltenfunktionen ausüben darf, die unterschiedlichen Hoheitsbereichen staatlicher Gewalt zugeordnet sind. Sie bedeutet aber auch, dass eine Person nicht verschiedenen Institutionen angehören darf. Nach historischem Vorbild werden dabei die drei Gewalten Gesetzgebung (Legislative), ausführende Gewalt (Exekutive) und Rechtsprechung (Judikative) unterschieden. Vollziehung ist der Überbegriff für Verwaltung und Justiz, die beide organisatorisch dem Grundsatz nach streng getrennt sind. Die Verteilung der Staatsgewalt auf mehrere Staatsorgane dient dem Zweck der Machtbegrenzung und der Sicherung von Freiheit und Gleichheit.
Aristoteles hat den Entwurf der Gewaltenteilung für das christlich-abendländische Staatsdenken vorweggenommen. Ihre neuzeitliche Fortsetzung hat das Prinzip der Gewaltenteilung in den staatstheoretischen Schriften der Aufklärer John Locke und Montesquieu (Vom Geist der Gesetze, 1748), die sich gegen Machtkonzentration und Willkür im Absolutismus richteten. Heute ist Gewaltenteilung Bestandteil jeder modernen Demokratie; ihre Ausprägung variiert jedoch stark von Land zu Land. Sie ist Gegenstand der Staatswissenschaften.
Das klassische Modell der Gewaltenteilung wird heutzutage vielfältig erweitert. Grundmodell ist die horizontale Aufteilung der rechtlichen Kompetenzen (Regelungsmacht) im Staat von Gesetzgebung, Regierung und Verwaltung sowie Rechtsprechung auf eigens dafür geschaffene Staatsorgane. Neben der Machtkontrolle dient diese Zuweisung spezifischer Funktionen an eigens dafür eingerichtete Organe auch einer organadäquaten Funktionenteilung, das heißt einer zweckdienlich spezialisierten Wahrnehmung der staatlichen Aufgaben. Außer der horizontalen gibt es eine vertikale Verteilung rechtlicher Kompetenzen: im Bundesstaat insbesondere zwischen dem Bund und den Gliedstaaten, im Völkerrecht zwischen den Nationalstaaten und den supranationalen Organisationen, so z. B. in der Europäischen Gemeinschaft.
Neben der Forderung nach einer Verteilung der rechtlichen Kompetenzen tritt jene nach einer ausgewogenen Verteilung der realen Gewalten. Als Prinzip internationaler Machtbalance hat der Gedanke des europäischen Gleichgewichts jahrhundertelang die europäische Außenpolitik beeinflusst. Nach dem Zweiten Weltkrieg ist an seine Stelle die Forderung nach einem Polyzentrismus der globalen Machtverteilung getreten. Auf eine ausgewogene Verteilung tatsächlicher Macht richtet sich auch die Forderung nach Balancen im System der sozialen Gewalten. So soll ein Kartellrecht einer Konzentration wirtschaftlicher Macht und ein Medienrecht einer Monopolisierung der Macht über die öffentliche Meinung entgegenwirken.

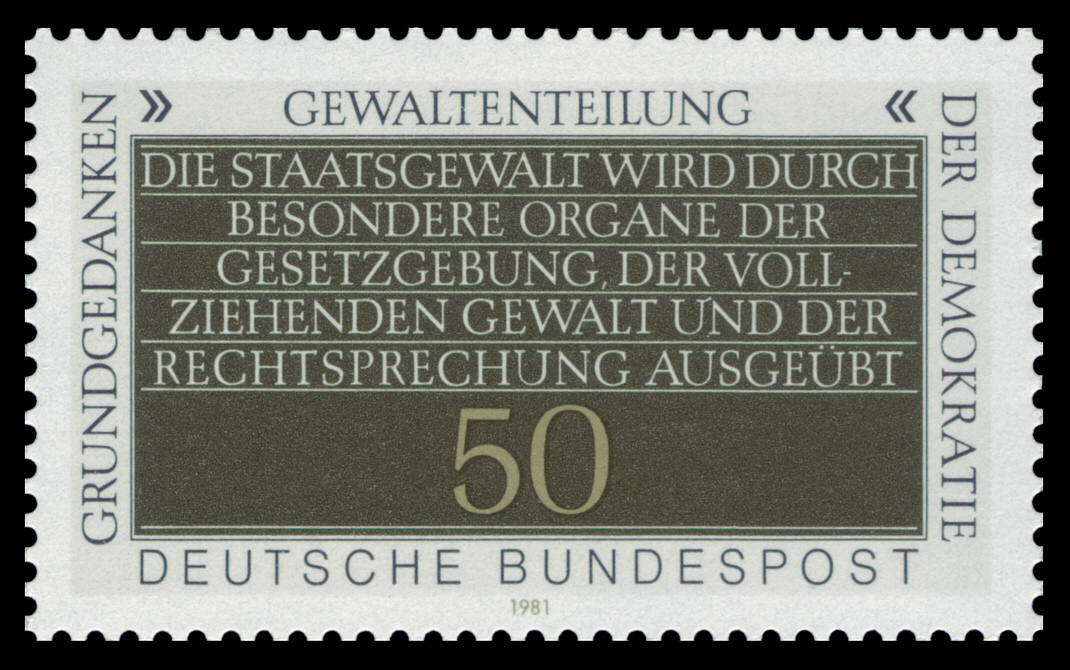
Grundgedanken der Demokratie: Sonderbriefmarke der Deutschen Bundespost von 1981

## Geschichte
Erste Formen von Gewaltenteilung tauchen sehr früh in der Geschichte der Zivilisation auf. Das Kastenwesen übertrug die Führung der Gesellschaft den Priestern und Fürsten. In einigen islamischen Ländern kann das Amt des Qādīs als frühe Form der Abtrennung der Judikative von der Exekutive angesehen werden. Im europäischen Raum finden sich Ansätze zu einer Gewaltenteilung in der von Polybios, Cicero, Thomas von Aquin und James Harrington vertretenen Theorie der Mischverfassung. Aristoteles’ Schriften, sofern vorauszusetzen, präsentieren die Empfehlung zur Gewaltenteilung bereits als ausgebildet. Er geht allen genannten Autoren voran.
Auch Johannes Calvin favorisierte eine Mischung aus Aristokratie und Demokratie als Staatsform. Die Monarchie kam für ihn nicht in Frage, da das Königtum seiner Auffassung nach die Tendenz hatte, die politische Macht vollständig oder doch in entscheidendem Umfang an sich zu ziehen, zum Nachteil der einfachen Menschen. Um deren Wohlergehen ging es aber Calvin in seiner Staatstheorie. Um politischen Machtmissbrauch zu verhindern, zumindest aber möglichst gering zu halten, schlug Calvin ein System sich gegenseitig ergänzender und kontrollierender staatlicher Organe vor (Stände, Adel, Ephoren u. a.), denen er zudem unter anderem das Recht und die Pflicht zusprach, gegen tyrannische Herrscher vorzugehen. Diese zurückhaltende Form des Widerstandsrechts hatte bereits die Monarchomachen und die Situation in Schottland im Auge. Dort zwang der puritanische Adel 1567 die katholische Königin Maria Stuart, zugunsten ihres protestantischen Sohnes Jakob VI. abzudanken. Von der calvinistischen Föderaltheologie geprägte Kongregationalisten gründeten in Nordamerika 1620 die Plymouth Colony und 1629 die Massachusetts Bay Colony, die beide demokratisch regiert wurden und Gewaltenteilung praktizierten. Der von den „Freien“ (freemen) gewählte General Court bildete die Legislative und Judikative, der vom General Court auf ein oder mehrere Jahre gewählte Gouverneur war die Exekutive. Eine der ersten Staatsverfassungen mit der klassischen heutigen Dreiteilung war Verfassung Pylyp Orlyks für die Ukraine von 1710.
In der Staatsphilosophie taucht der Begriff Gewaltenteilung in den Werken des englischen Philosophen John Locke (hier zunächst noch als Trennung in Legislative und Exekutive) und des französischen Barons Montesquieu im Zeitalter der Aufklärung auf. In seiner staatstheoretischen Schrift De l’esprit des lois/Vom Geist der Gesetze (Genf 1748) stellte Montesquieu den Grundsatz der Gewaltenteilung zwischen Legislative (gesetzgebende Gewalt), Judikative (richterliche Gewalt) und Exekutive (vollziehende Gewalt) auf. Locke und Montesquieu kamen zu ihren Erkenntnissen nicht aufgrund theoretischer Überlegungen, sondern durch eine Analyse der bereits bestehenden englischen bzw. britischen Staatsorgane und ihres Verhältnisses zueinander. Dieser Sachverhalt war nicht ohne weiteres ersichtlich, da England und Großbritannien kein schriftlich fixiertes und einheitliches Verfassungsdokument haben.
Als politisches Programm verkündet wurde die Gewaltenteilung erstmals in der Verfassung der Vereinigten Staaten 1788 und als Checks and Balances bezeichnet. Anschließend fand die Gewaltenteilung auch in Frankreich während der Aufklärung Verwendung. Heute sind die Prinzipien der Gewaltenteilung in den meisten modernen Demokratien dem Verfassungstext nach verwirklicht. Je nach politischem System kann man eher von einer Gewaltenverschränkung als von einer Gewaltenteilung sprechen.

## Abgrenzung von Gewaltenteilung, Gewaltentrennung, Gewaltengliederung und Gewaltenverschränkung
Teilweise wird Gewaltenteilung verstanden als die Forderung nach einer strikten Gewaltentrennung mit hoher Unabhängigkeit der Gewalten. Gewaltenteilung kann jedoch nur dann funktionieren, wenn die einzelnen Organe ein Eingriffsrecht in die anderen Zweige besitzen, um effektiv ihre Kontrollfunktion ausüben zu können (Checks and Balances). Es existiert also ein Spektrum in der klassischen Gewaltenteilung: von einer hohen Unabhängigkeit der Gewalten, wie es noch zur Zeit der Aufklärung für Monarchien erdacht wurde, zu einer zunehmenden Verzahnung der (durch das Parlament demokratisch legitimierten) Staatsgewalten. Eine derartige Verzahnung wird auch als Gewaltenverschränkung oder Gewaltengliederung bezeichnet. In präsidialen Systemen wie den Vereinigten Staaten von Amerika sind die klassischen Gewalten üblicherweise stärker getrennt als in parlamentarischen Demokratien. Dafür wirken in parlamentarischen Demokratien andere Mechanismen zur Machtbegrenzung, etwa die Fraktionsbildung. Dies birgt jedoch auch die Gefahr einer zu starken Dominanz von politischen Parteien (vgl. Parteiendemokratie).
Ein typisches Beispiel für eine Gewaltenverschränkung ist das im deutschen Grundgesetz niedergelegte konstruktive Misstrauensvotum, mit dem eine Mehrheit des Deutschen Bundestages, also die Legislative, den Bundeskanzler auswechseln und somit den amtierenden Regierungschef (Exekutive) abberufen kann. Darüber hinaus sind viele Regierungsmitglieder zugleich Abgeordnete im Parlament, was eine personelle Gewaltenverschränkung darstellt. Es liegt also eine Kompatibilität von Parlamentsmandat und Regierungsamt vor. Der Bundestag wählt außerdem auch den Bundeskanzler, ist an der Wahl des Bundespräsidenten und der Richter des Bundesverfassungsgerichts beteiligt. Des Weiteren können die Gerichte Akte der Verwaltung überprüfen, das Verfassungsgericht auch Legislativakte; in wenigen Fällen erlangen dessen Urteile alsdann legislativen Rang, weswegen hier auch von Superlegislative gesprochen wird. Beispiel sind die so genannten Rundfunkurteile des Bundesverfassungsgerichts. Die Gewalten werden eher als sich ergänzend verstanden.
Gegenbeispiel sind die Vereinigten Staaten, wo Präsident und Kongress getrennt gewählt werden und sowohl Präsident (Vetomacht) als auch Parlament (Impeachment) nur eingeschränkte Einflussmöglichkeiten haben, aber auch klarer abgetrennte Befugnisse. Teilweise werden in den USA auch die Richter vom Volk gewählt. Die Gewalten werden eher antagonistisch verstanden.
Frankreich oder auch die Weimarer Republik stellen Zwischensysteme dar: Zwar wird das Staatsoberhaupt direkt gewählt, die Regierung wird jedoch vom Parlament gewählt. Im Falle nicht ausreichender oder politisch nicht passender Mehrheiten kann dieses System sehr instabil werden (Cohabitation).

## Arten der Gewaltenteilung
Politologisch betrachtet verweist der Begriff der Gewaltenteilung auf mögliche weitere Gliederungsaspekte. Die hier gegebene Einteilung folgt der von Winfried Steffani. Es handelt sich um eine Erweiterung beziehungsweise Neuinterpretation der klassischen Gewaltenteilungslehre.

### Horizontale Ebene

Horizontale und vertikale Gewaltenteilung

Unter der horizontalen Gewaltenteilung versteht man die Aufteilung der Macht im Staat auf die drei Bereiche Legislative, Exekutive und Judikative, die voneinander funktional getrennt sind, aber gegenseitig kooperieren. Sie ist mithin „anerkannter Grundsatz abendländischer Rechtsstaatlichkeit.“ Weil die Gewalten jedoch nicht hermetisch voneinander abgeschottet sind, sondern die Staatsgewalt kooperativ gegliedert wahrnehmen, findet in der Literatur neuerdings vermehrt der Begriff der Gewaltengliederung (siehe vorangegangener Abschnitt) Verwendung. Für das beschriebene institutionelle Gefüge wird im Englischen der Begriff „Checks and Balances“ gebraucht. Das politische System der USA ist ein gutes Beispiel für die horizontale Gewaltenteilung und gegenseitige Kontrolle der Gewalten. Es herrscht eine Teilung hinsichtlich der Aufgaben, des Personals und der Finanzen vor.

### Vertikale oder föderative Ebene
Unter der vertikalen oder föderativen Gewaltenteilung versteht man die Aufteilung der rechtlichen Kompetenzen einer Staatenverbindung zwischen deren Zentralorganen und den Mitgliedstaaten. Sie ist das Hauptbeispiel regionaler politischer Dezentralisation. Diese setzt sich innerhalb der Mitgliedstaaten in Untergliederungen fort (in Deutschland sind das Regierungsbezirke, Landkreise und Gemeinden). Hierdurch schafft man einen Stufenbau der Kompetenzen, der dazu führt, dass in der staatlichen Ordnung rechtlich und politisch eine „Steuerung der Selbststeuerung“ entsteht. Das dient, zusammen mit dem Subsidiaritätsprinzip, dazu, überschaubare Lebens- und Funktionsbereiche zu schaffen, dadurch die demokratische Teilhabe der Bürger am politischen System zu stärken und dieses insgesamt zu vermenschlichen.

### Zeitliche oder temporale Ebene
Darunter versteht man die zeitliche Begrenzung der Dauer, für die eine Person ihr Amt oder Mandat bekommt. Gewählte Repräsentanten müssen sich in regelmäßigen (und möglichst nicht zu langen) Abständen immer wieder der Wahl des Volkes stellen und somit mittelfristig dem Willen der Wähler folgen. Durch einen festgelegten Wahlzyklus (und damit auch der Möglichkeit der Abwahl) wird außerdem sichergestellt, dass sich kein „Machtfilz“ um ein politisches Amt bildet.

### Soziale Ebene
Soziale Gewaltenteilung bedeutet, dass allen Bürgern ermöglicht wird, politische Positionen im Staat zu erreichen. Die Auswahl dafür erfolgt allein anhand der Qualifikation der Person für ein Amt, also in fairer Konkurrenz mit Rechtsgleichen. Dies ermöglicht die Existenz einer offenen Gesellschaft, in der nicht eine einzelne Schicht die politischen Ämter bekleidet.

### Dezisive Ebene
Darunter versteht man die Aufteilung der Entscheidungen (dezisive Ebene=Entscheidungsebene) zwischen beispielsweise Regierung, Parteien, Medien, Gewerkschaften oder anderen Interessenverbänden. Hier wird durch die Mitwirkung dieser Gruppen die Macht einer einzelnen Gruppe, vor allem der Regierung, eingeschränkt.

### Konstitutionelle Ebene
In den modernen Staaten werden die Entscheidungsspielräume durch eine Verfassung eingeschränkt, die nur durch eine Zweidrittelmehrheit – oder teilweise überhaupt nicht (Verfassungskern, freiheitliche demokratische Grundordnung) – geändert werden kann (Art. 79 Abs. 3 GG).

## Erweiterung des Begriffs der Gewaltenteilung

### „Vierte Gewalt“
In der öffentlichen Wahrnehmung wird die Bedeutung einer unabhängigen Presse oft ebenso wichtig wie die Funktionen der Staatsorgane eingeschätzt, weshalb diese gelegentlich informell auch als Vierte Gewalt bezeichnet wird. Die Bezeichnung der Medien als „vierte Gewalt“ kann jedoch staatstheoretisch nicht wörtlich genommen werden, denn „Gewalten“ sind Staatsfunktionen. Die freien Medien sind nicht als solche aufzufassen. Sie unterliegen keiner staatlichen Kontrolle der Inhalte (Zensur), aber den wirtschaftlichen und politischen Interessen der Verleger bzw. Eigentümer. Die gesellschaftliche Bedeutung der Medien wird in den Artikeln Funktionen der Massenmedien und Propagandamodell näher erläutert.

### „Fünfte Gewalt“
Als fünfte Gewalt werden auch andere Gruppen bezeichnet, zum Beispiel die Wirtschaft und Gewerkschaften, die über ihre Interessenvertreter auf die Politiker und Funktionäre massiv einwirken (Lobbyismus) oder Blogger und andere Aktivisten in der digitalen Welt. Dies kann aber auch als Verletzung des Modells der Gewaltenteilung und des Demokratieprinzips gesehen werden.
In neuerer Zeit werden Blogs, Plattformen wie Wikileaks, Formen der Informationsfreiheit und traditionelle Presseunternehmen auch unter dem Begriff „Publikative“ zusammengefasst.
Schließlich verwendet beispielsweise Bernd Senf den Begriff „Monetative“ für das System aller Institutionen, in deren Händen die reale Geldschöpfung stattfindet.

### Informationelle Gewaltenteilung
Die informationelle Gewaltenteilung ist ein im Datenschutzrecht geltender Grundsatz, der den Datenverkehr zwischen zwei staatlichen Behörden betrifft und regelt. Dieser vom Bundesverfassungsgericht im Volkszählungsurteil entwickelte Grundsatz verpflichtet staatliche Behörden, die über personenbezogene Daten verfügen, dazu, diese Daten nicht nur gegenüber nichtstaatlichen Stellen und Personen abzuschotten, sondern auch gegenüber anderen staatlichen Behörden. Dieser daher gelegentlich auch als Abschottungsgebot bezeichnete Grundsatz lässt die Übermittlung von Daten zwischen zwei Behörden nur dann zu, wenn ein Gesetz dies erlaubt. In anderen Worten: Das Verbot mit Erlaubnisvorbehalt gilt auch für den Datenverkehr zwischen Behörden. Hierin kann eine Teilung der Informationshoheit zwischen den einzelnen staatlichen Behörden gesehen werden, so dass das Bundesverfassungsgericht den Begriff der informationellen Gewaltenteilung verwendete.
Die Grundsätze der informationellen Gewaltenteilung gelten mit Einschränkungen auch innerhalb großer Allfinanzkonzerne, also auch im Privatrecht. Denn auch die Datenweitergabe innerhalb eines Konzerns ist nur dann zulässig, wenn ein Gesetz dies erlaubt.

## Situation in Deutschland
In Deutschland ist die Gewaltenteilung im Grundgesetz festgelegt:
Nach dem unveränderlichen Art. 20 Abs. 2 Satz 2 GG wird die Staatsgewalt „durch besondere Organe der Gesetzgebung, der vollziehenden Gewalt und der Rechtsprechung ausgeübt“ (horizontale Ebene); vor diesem Hintergrund kann die Gewaltenteilung als Verteilung von Zuständigkeiten (Kompetenzen) verstanden werden, da die Staatsgewalt als solche nicht geteilt wird. Damit verbunden ist auch die Trennung von staatlichen Institutionen, deren Personal, Budget, Rechte, Aufgaben und Pflichten.

### Gewaltenverschränkung des Grundgesetzes
Die Organe der Gesetzgebung sind Bundestag und Bundesrat, das Organ der vollziehenden Gewalt die Bundesregierung. Aufgrund der ebenfalls im Grundgesetz festgelegten Gewaltenverschränkung, die durch die Wahl des Bundeskanzlers durch den Bundestag sowie durch das Recht der Abberufbarkeit des Kanzlers durch den Bundestag (konstruktives Misstrauensvotum) entsteht, wird die institutionelle Gewaltenteilung teilweise durch eine Gewaltenteilung zwischen Opposition und Regierungskoalition ersetzt. Außerdem liegt eine starke personelle Gewaltenverschränkung vor, da viele Regierungsmitglieder zugleich Abgeordnete im Deutschen Bundestag sind (Kompatibilität von Mandat und Amt). Die klare Trennung von Exekutive und Legislative wird durch den von den Länderexekutiven beschickten, aber selbst legislativ tätigen Bundesrat teilweise aufgehoben, da dieser bei der Gesetzgebung mitwirkt. Gleiches gilt für die Möglichkeit ministerieller Verordnungen. Diese sind (anders als der spezifisch deutsche Bundesrat) in fast allen Ländern der Welt üblich und sinnvoll, um die Handlungsfähigkeit zu gewährleisten und den Bundestag nicht mit kleinen Detailvorschriften zu überlasten.
Eine weitere Brechung des Gewaltenteilungsprinzips ergibt sich durch die sehr starke Stellung des Bundesverfassungsgerichts. Dieses gehört eindeutig der Judikative an, kann aber Entscheidungen mit Gesetzeskraft erlassen, vgl. Art. 94 Abs. 2 GG. Damit greift ein Teil der Judikative in den Bereich der Legislative ein. Trotz dieser Machtfülle des Bundesverfassungsgerichts hat es bisher, von wenigen Ausnahmen abgesehen (z. B. Entscheidung über Schwangerschaftsabbruch nach § 218 StGB in der Form der so genannten Fristenregelung am 25. Februar 1975), durch den so genannten judicial self-restraint keine allzu großen tatsächlichen Verwerfungen im System der Gewaltenteilung gegeben.
Nach dem im Grundgesetz verankerten Demokratieprinzip erscheint es zunächst so, als ob jegliche Gewalt ausschließlich vom Parlament ausgeübt werden dürfte, da in Deutschland auf Bundesebene nur der Deutsche Bundestag und auf Landesebene nur die Länderparlamente direkt vom Volk durch Wahl legitimiert sind. Die Grundregel Alle Staatsgewalt geht vom Volke aus muss jedoch so verstanden werden, dass das Parlament Entscheidungen – auch mehrstufig – delegieren kann, da das Parlament z. B. nicht sämtliche Verwaltungshandlungen selbst vornehmen kann. Dementsprechend sind Befugnisse der anderen Gewalten schon im Grundgesetz berücksichtigt. Dabei muss beachtet werden, dass nicht nur das Demokratieprinzip gilt, sondern es teilweise in einem Spannungsverhältnis etwa mit dem Rechtsstaatsprinzip steht. Ein zu hoher Einfluss des Parlaments wird bisweilen als „Parlamentsabsolutismus“ kritisiert.
Die vertikale Gewaltenteilung ist durch Art. 20 GG, der Deutschland als demokratische und soziale Bundesrepublik konstituiert, sowie durch Art. 79 GG gesichert, in dem festgelegt wird, dass „[e]ine Änderung dieses Grundgesetzes, durch welche die Gliederung des Bundes in Länder [und/oder] die grundsätzliche Mitwirkung der Länder bei der Gesetzgebung [verändert wird,] unzulässig“ ist. Auch die Aufteilung der Macht zwischen Bund und Ländern ist im Grundgesetz festgelegt.
Die zeitliche Ebene ist durch die Festsetzung von Amtsperioden und regelmäßigen Wahlen (bedingt durch das parlamentarische Regierungssystem) festgelegt. Die soziale Ebene wird durch Grundrechte wie das Recht auf freie Meinungsäußerung, Versammlungsfreiheit, Vereinigungsfreiheit und Petitionsrecht gesichert. Die dezisive Ebene wird durch die eben genannten Grundrechte und Art. 21 GG gesichert, der den Parteien die Mitwirkung bei der politischen Willensbildung des Volkes gibt. Die konstitutionelle Ebene ist ebenfalls stark ausgeprägt: Das Grundgesetz schützt sich selbst (Ewigkeitsklausel) und den Staat vor Änderungen wichtiger Prinzipien (Streitbare Demokratie).
In modernen Demokratien wie der Bundesrepublik Deutschland wird die Gewaltenteilung nicht nur formal, sondern auch funktional verstanden – mit einem Fokus auf Kooperationsmechanismen. Dennoch existieren in bestimmten Situationen temporäre Machtverschiebungen zugunsten der Exekutive, die politikwissenschaftlich als prärogatives Handeln bezeichnet werden. Dabei handelt es sich nicht um eine dauerhafte Umgehung der Legislative, sondern um punktuelle Erweiterungen exekutiver Handlungsfähigkeit in Ausnahme- oder Übergangslagen. So kann etwa die Bundesregierung in internationalen Verhandlungen, bei sicherheitsrelevanten Lagen oder in der Pandemiebekämpfung Entscheidungen treffen, die parlamentarisch kaum vorab legitimiert werden können. Die politische Theorie (etwa bei Carl Schmitt oder Herfried Münkler) diskutiert Prärogative als notwendiges Element strategischer Staatsfähigkeit – unter der Voraussetzung rechtsstaatlicher Rückbindung. In Deutschland ist dies insbesondere im Rahmen des Parlamentsvorbehalts und gerichtlicher Kontrolle verankert. Gleichwohl zeigt sich, dass funktionale Gewaltenteilung auch temporäre Dominanz einer Gewalt ermöglichen kann.

### Kritik an der umgesetzten Gewaltenteilung
Artikel 20 des Grundgesetzes für die Bundesrepublik Deutschland besagt:

„(2) Alle Staatsgewalt geht vom Volke aus. Sie wird vom Volke in Wahlen und Abstimmungen und durch besondere Organe der Gesetzgebung, der vollziehenden Gewalt und der Rechtsprechung ausgeübt.“

Mit diesem Absatz des Ewigkeitsartikels wird die Demokratie begründet: das Volk ist der konstitutive Begründer der Staatsgewalt. Damit wird festgehalten, dass es keine Gewalt mehr geben darf, die nicht vom Volk ausgeht. Der Grundgesetzsatz heißt deshalb nicht „Die Staatsgewalt geht vom Volke aus“, sondern „Alle Staatsgewalt geht vom Volke aus“. Die Begründer des Grundgesetzes haben damit festgelegt, dass das Volk der Souverän ist, der durch Wahlen und Abstimmungen seine Gesamtgewalt auftrennt in „besondere Organe der Gesetzgebung“, also Bundestag und Länderparlamente, „der vollziehenden Gewalt“, also Regierung und öffentliche Verwaltung, und „der Rechtsprechung“, also alle Gerichte.
Dazu bemerkt Richter Udo Hochschild vom Verwaltungsgericht Dresden:

„In Deutschland ist die Justiz fremdbestimmt. Sie wird von einer anderen Staatsgewalt – der Exekutive – gesteuert, an deren Spitze die Regierung steht. Deren Interesse ist primär auf Machterhalt gerichtet. Dieses sachfremde Interesse stellt eine Gefahr für die Unabhängigkeit der Rechtsprechung dar. Richter sind keine Diener der Macht, sondern Diener des Rechts. Deshalb müssen Richter von Machtinteressen frei organisiert sein. In Deutschland sind sie es nicht.
In den stenografischen Protokollen des Parlamentarischen Rats [des deutschen Verfassungsgebers] ist wörtlich nachzulesen, dass die Verfasser des Grundgesetzes eine nicht nur rechtliche, sondern auch tatsächliche Gewaltenteilung, einen neuen Staatsaufbau im Sinne des oben dargestellten italienischen Staatsmodells wollten: ‚Die Teilung der Staatsgewalt in Gesetzgebung, ausführende Gewalt und Rechtsprechung und ihre Übertragung auf verschiedene, einander gleichgeordnete Träger‘ [Zitat aus der Sitzung des Parlamentarischen Rats vom 8. September 1948]. Der Wunsch des Verfassungsgebers fand seinen Niederschlag im Wortlaut des Grundgesetzes [z. B. in Art. 20 Abs. 2 und 3, Art. 92, 97 GG]. Der Staatsaufbau blieb der alte. […] Das Grundgesetz ist bis heute unerfüllt. Schon damals stieß die ungewohnte Neuerung auf heftigen Widerstand. Bereits in den Kindestagen der Bundesrepublik Deutschland wurde die Gewaltenteilung mit dem Ziele der Beibehaltung des überkommenen, einseitig von der Exekutive dominierten Staatsaufbaus erfolgreich zerredet. Die allenthalben verbreitete Worthülse ‚Gewaltenverschränkung‘ wurde zum Sargdeckel auf der Reformdiskussion.“

Auch die EU-Kommission kritisierte Deutschland bezüglich der nicht vollumfänglich umgesetzten Gewaltenteilung. Sie kritisierte im Jahr 2020, dass Landesjustizminister Weisungen an Staatsanwaltschaften erteilen können. Ein daraufhin vom Justizministerium erarbeiteter Gesetzentwurf zur Einschränkung jenes Weisungsrechts scheiterte am Widerstand anderer Ministerien. Bereits im Jahr 2007 hatte die Bundesvertreterversammlung des Deutschen Richterbundes (DRB) gefordert, der Justiz die Stellung zu verschaffen, die ihr nach dem Gewaltteilungsprinzip und nach der im Grundgesetz vorgesehenen Gerichtsorganisation zugewiesen sei. Die Unabhängigkeit der Justiz werde zunehmend durch den Einfluss der Exekutive eingeschränkt. Auch die Neue Richtervereinigung (NRV) setzt sich für eine Verwirklichung der Unabhängigkeit der Justiz von der Exekutive ein. Diese Forderung ist allerdings bereits mehr als 50 Jahre alt. Schon der 40. Deutsche Juristentag 1953 hat diese Verwirklichung des Grundgesetzes angemahnt:

„Gesetzgeberische Maßnahmen, um die Unabhängigkeit des erkennenden Richters sowohl durch die Art seiner Auswahl und Beförderung als auch durch seine Stellung gegenüber der Verwaltung institutionell zu sichern, sind notwendig zur Durchführung des Grundgesetzes.“

Der EuGH entschied im Mai 2019, dass deutsche Staatsanwälte nicht den Anforderungen an die Unabhängigkeit von der Regierung genügen, um einen EU-Haftbefehl zu beantragen.
Kritiker behaupten, dass Lobby- und Interessengruppen wie z. B. die Gewerkschaften, Arbeitgeberverbände (z. B. Gesamtmetall) die fünfte Macht im Lande seien. Sie beeinflussen durch ihre Macht die Abstimmungen im Bundestag. Im Jahr 2006 waren beim Bundestag 1952 Lobbyverbände eingetragen, 1995 waren es noch 1538. So stehen jedem Abgeordneten des Bundestages ca. 2,5 Lobbyverbände gegenüber.

## Situation in der Schweiz
| | Legislative                                           | Exekutive                           | Judikative                                                |
| --- | ----------------------------------------------------- | ----------------------------------- | --------------------------------------------------------- |
| Bundesebene | Bundesversammlung Parlament (National- und Ständerat) | Bundesrat                           | Bundesgericht Bundesstrafgericht Bundesverwaltungsgericht |
| Kantonsebene | Kantonsrat Grosser Rat Landrat Parlament              | Regierungsrat Kleiner Rat Staatsrat | Obergericht Kantonsgericht Verwaltungsgericht             |
| Gemeindeebene | Gemeindeversammlung (oder Gemeinde-/Stadtparlament)   | Gemeinderat Stadtrat                | Bezirksgerichte Schlichtungsbehörde Friedensrichter       |
| Horizontale und vertikale Gewaltenteilung in der Schweiz mit ihren gebräuchlichsten Bezeichnungen der verschiedenen Kantone |                                                       |                                     |                                                           |

In der Schweiz wurden mit der Bundesverfassung von 1848 auf der Ebene des Bundes die Organe für die Exekutive, Legislative und Judikative bestimmt. Die Bundesverfassung geht von einer klaren formellen Unabhängigkeit der Gewalten voneinander aus (strikte personelle Gewaltentrennung, feste Amtsdauern von Parlament und Regierung ohne Abberufungsrecht des Parlaments und ohne Recht der Regierung zur Auflösung des Parlaments). Was die funktionelle Gewaltenteilung betrifft, so besteht diese in strenger Form nur für die Rechtsprechung (Grundsatz der richterlichen Unabhängigkeit). Parlament und Regierung haben zwar klar zugewiesene Funktionen und Zuständigkeiten, nehmen diese aber nicht getrennt wahr, sondern in enger Zusammenarbeit. So ist z. B. für die Gesetzgebung das Parlament zuständig; die Regierung beschließt aber mit Verordnungen über die Ausführung der Gesetze und beteiligt sich auch intensiv an der Vorbereitung der Gesetzgebung mit ihren Initiativ- und Antragsrechten sowie mit persönlicher Teilnahme an den Parlamentsverhandlungen. Umgekehrt stehen dem Parlament Instrumente zur Verfügung, um auf alle Zuständigkeiten der Regierung (z. B. beim Erlass von Verordnungen, bei der staatlichen Planung, in der Außenpolitik) starken Einfluss auszuüben. Das Parlament kann gegebenenfalls auf dem Wege der Gesetzgebung oder der Verfassungsänderung der Regierung Zuständigkeiten entziehen und sich selbst übertragen. Umgekehrt stehen der Regierung anders als in vielen anderen Staaten keine Instrumente zur Verfügung, um ihr missliebige Parlamentsentscheide zu verhindern. Auch die Gerichte können Bundesgesetze nicht auf ihre Verfassungsmäßigkeit überprüfen. Die Bundesverfassung sieht also kein rechtliches Gleichgewicht der Gewalten und kein System von Checks and Balances vor; das Parlament ist klar übergeordnet.

### Die Gewalten auf Bundesebene

#### Die Legislative: Bundesversammlung

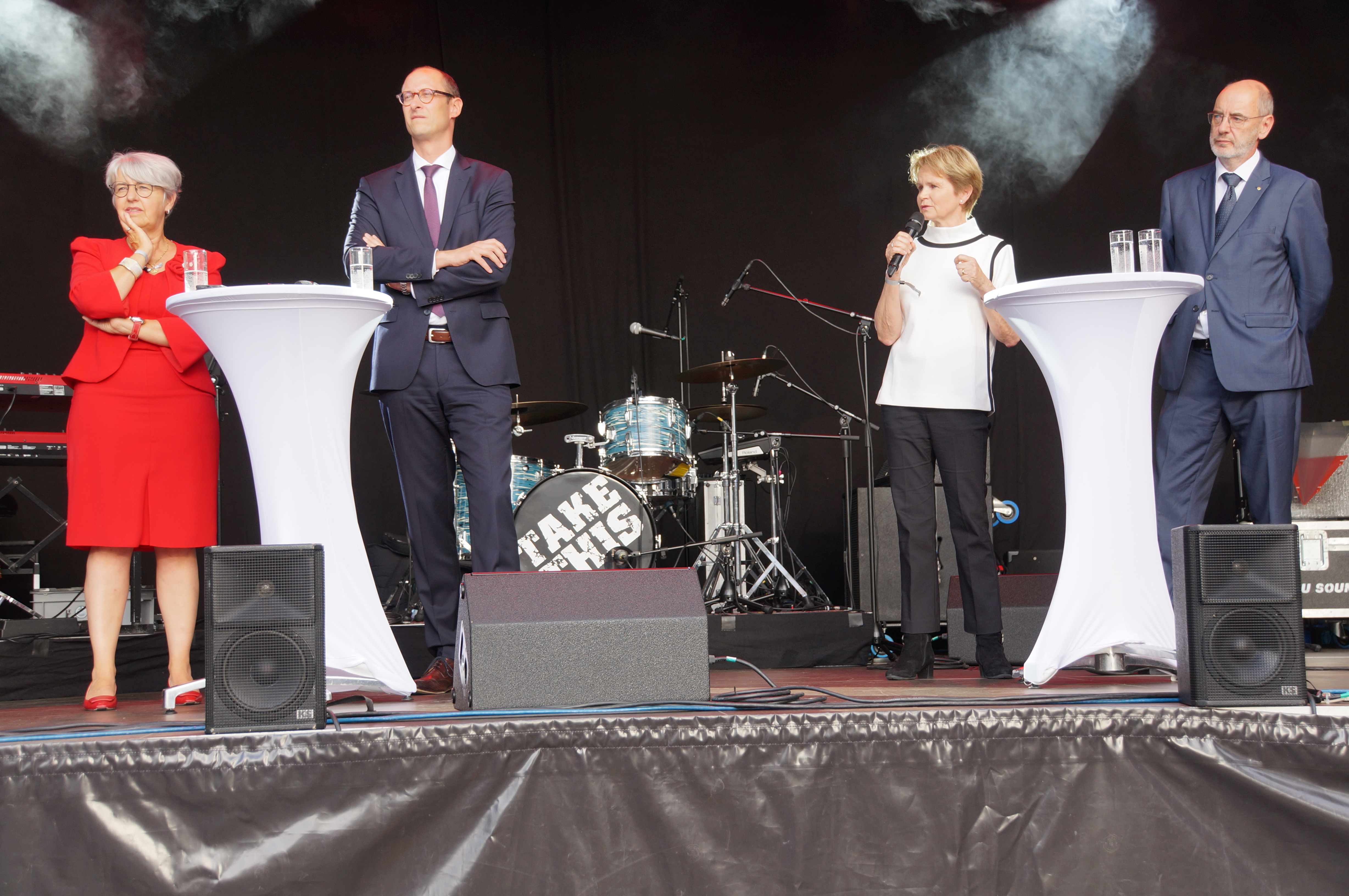
Die Spitzen der drei Gewalten auf einem Bild (von links): Bundesrätin Elisabeth Baume-Schneider, Nationalratspräsident Martin Candinas, Ständeratspräsidentin Brigitte Häberli-Koller und Bundesgerichtspräsident Yves Donzallaz (2023)

Die oberste gesetzgebende Behörde der Schweiz ist die Bundesversammlung. Sie besteht aus zwei gleichgestellten Kammern, die das Volk (Nationalrat) bzw. die Kantone (Ständerat) repräsentieren. Nach der Bundesverfassung übt die Bundesversammlung unter Vorbehalt der Rechte von Volk und Kantonen auch die oberste Gewalt im Bund aus (Art. 148 BV). Die Bundesversammlung wählt die Mitglieder der Exekutive (Bundesräte) und der Judikative (Bundesrichter) sowie im Kriegsfall den Oberbefehlshaber der Schweizer Armee (General). Sitz der Bundesversammlung ist Bern.

#### Die Exekutive: Bundesrat
Der Bundesrat als siebenköpfiges Kollegium ist die oberste ausführende Behörde, die Regierung der Schweiz. Die Zusammensetzung des Bundesrates soll dabei repräsentativ sein für die Schweiz in Bezug auf Landesteile, Sprachen und Geschlechter. Die Bundesräte organisieren die Staatstätigkeiten und führen die Beschlüsse des Parlamentes aus. Die Bundesversammlung wählt jedes Jahr turnusgemäß einen Bundesrat zum Bundespräsidenten (Art. 176 BV), der als Staatsoberhaupt in erster Linie repräsentativ waltet. Jeder Bundesrat steht einem Departement der Bundesverwaltung vor. Die Stabsstelle des Bundesrates wird von einem Bundeskanzler geleitet. Der Sitz der Exekutive ist in Bern.

#### Die Judikative: Bundesgericht
Das Bundesgericht ist die oberste Recht sprechende Behörde der Schweiz. Sie hat ihren Hauptsitz in Lausanne. Das Bundesgericht besteht aus 35 bis 45 ordentlichen Bundesrichtern sowie aus nebenamtlichen Bundesrichtern. Das Bundesgericht ist u. a. zuständig zur Beurteilung von Beschwerden wegen Verletzung verfassungsmäßiger Rechte durch Rechtsakte von Bundes- oder Kantonsbehörden. Im Unterschied zu den obersten Gerichten anderer Staaten ist das Bundesgericht kein umfassendes Verfassungsgericht.

### Gewalten auf Kantons- und Gemeindeebene
Wie auf Bundesebene existiert die Gewaltentrennung auch auf Kantons- und Gemeindeebene. Obwohl die Begriffe und teilweise die Aufgabenbereiche zwischen den einzelnen Kantonen und Gemeinden variieren, ist der Grundsatz der Trennung von Exekutive, Legislative und Judikative auf allen drei Stufen gewahrt.
Auf kantonaler Ebene werden die Exekutiven etwa als Regierungsrat, Staatsrat (frz.: Conseil d’État, ital.: Consiglio di Stato), Standeskommission oder früher auch als Kleiner Rat bezeichnet. Die Legislativen heißen Grosser Rat (frz.: Grand Conseil, ital.: Gran Consiglio), Kantonsrat oder Landrat. Spezialfälle sind die Landsgemeindekantone, da dort die Landsgemeinde als Legislative fungiert.
Die Judikativen der Kantone sind sehr unterschiedlich organisiert. Meist existiert auf Kantonsebene ein Kantons- oder Obergericht und auf Bezirksebene Bezirks-, Kantons-,  Regional- oder Kreisgerichte. Die Richter werden teilweise vom Volk aber auch von Kantonsparlamenten gewählt.
Auf Gemeindeebene wird die Exekutive meist von einem (kleinen) Gemeinderat unter der Leitung eines Gemeindepräsidenten oder Stadtpräsidenten wahrgenommen. Als Legislative fungiert in kleineren Gemeinden die Gemeindeversammlung aller Stimmbürger der Gemeinde. In größeren Gemeinden und Städten existiert ein Gemeindeparlament bzw. Stadtparlament. Im Kanton Basel-Stadt wird als Spezialfall die exekutive und legislative Leitung der Gemeinde Basel vom Regierungsrat bzw. vom Grossen Rat übernommen.

## Situation in der EU
Die Europäische Union entwickelte sich von einem Staatenbund zu einem Staatenverbund und ist möglicherweise auf dem Weg zur föderalen Republik. In der EU existiert zwischen Exekutive und Legislative momentan keine echte Gewaltenteilung. Die Exekutive der einzelnen Staaten – vertreten im EU-Ministerrat – hat einen sehr großen Einfluss auf die EU-Gesetzgebung. Im Gegensatz zu den nationalen Parlamenten hat das EU-Parlament weit weniger Einfluss auf die EU-Gesetzgebung. So besitzt beispielsweise (von einzelnen Themenbereichen abgesehen) ausschließlich die EU-Kommission, die innerhalb der EU der Exekutive am nächsten kommt, das Initiativrecht, also das Recht, neue Rechtsakte (Verordnungen, Richtlinien) vorzuschlagen.
Außerdem hat die EU-Kommission teilweise die Möglichkeit, Verstöße zu sanktionieren, was aber eine judikative Kompetenz ist, die im Sinne der Gewaltenteilung in die Zuständigkeit der Gerichte der Europäischen Union fallen sollte.
Verwirklicht ist bereits die unabhängige Justiz in Form des Europäischen Gerichtshofes. Da dieser allerdings in Streitfragen fast ausschließlich zugunsten der Kompetenzen der europäischen Ebene entschieden hat, wird teilweise an seiner Unabhängigkeit gezweifelt. Auch die Europäische Zentralbank ist von den Regierungen und den Organen der Europäischen Union unabhängig.

## Gewaltenteilung am Beispiel der Republik China (Taiwan)
Der chinesische Staatstheoretiker Sun Yatsen ergänzte die Gewalten Legislative, Judikative und Exekutive um zwei weitere Kontrollgewalten zur Kontrolle der Regierung (chinesisch 監督權 / 监察权, Pinyin jiānchá quán) und Prüfung der Beamten (考試權 / 考试权,  kǎoshì quán). Diese fünf Gewalten sind in der Republik China auf Taiwan in Form von Yuans institutionalisiert: Legislativ-Yuan, Exekutiv-Yuan, Justiz-Yuan, Kontroll-Yuan und Prüfungs-Yuan. Diese Funktionen werden etwa in Deutschland vom Wehrbeauftragten des Deutschen Bundestages, dem Bundesrechnungshof, dem Bundesverwaltungsgericht, aber auch von Nichtregierungsorganisationen und der Presse wahrgenommen.

## Totalitäre/identitäre Regierungsformen
In Staaten, deren Regierungssystem die Identitätstheorie in dem Sinne interpretiert, dass eine Einheit des Willens der Führung und der Bevölkerung propagiert wird (z. B. faschistische Staaten), gibt es keine Gewaltenteilung. Dies wird damit begründet, dass alle Entscheidungen durch das Volk getroffen werden, weshalb eine Aufteilung der Befugnisse unnötig ist. In der Realität degenerierten diese „Demokratien“ zu totalitären Staaten.